# بابلو باريز
بابلو باريز (بالإسبانية: Pablo Parés)‏ هو مصور ومونتير وكاتب سيناريو ومخرج وممثل أرجنتيني، ولد في 28 أغسطس 1978 ببوينس آيرس في الأرجنتين.

## وصلات خارجية
- بابلو باريز على موقع IMDb (الإنجليزية)
- بابلو باريز على موقع ألو سيني (الفرنسية)
- بابلو باريز على موقع أول موفي (الإنجليزية)
- بابلو باريز على موقع قاعدة بيانات الفيلم (الإنجليزية)
- بابلو باريز على موقع كينوبويسك (الروسية)